# Hei-tiki

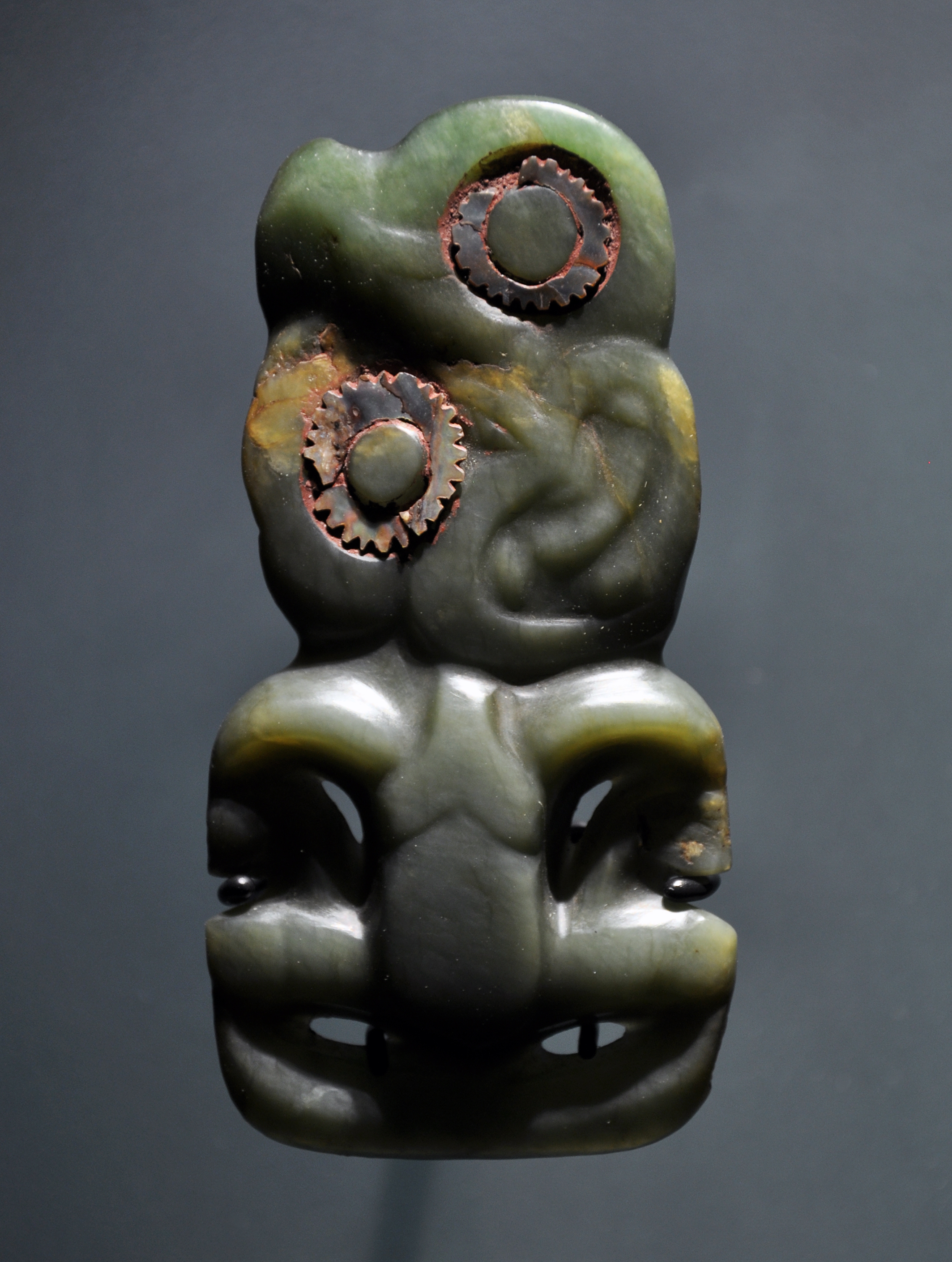
Un hei-tiki di giada.

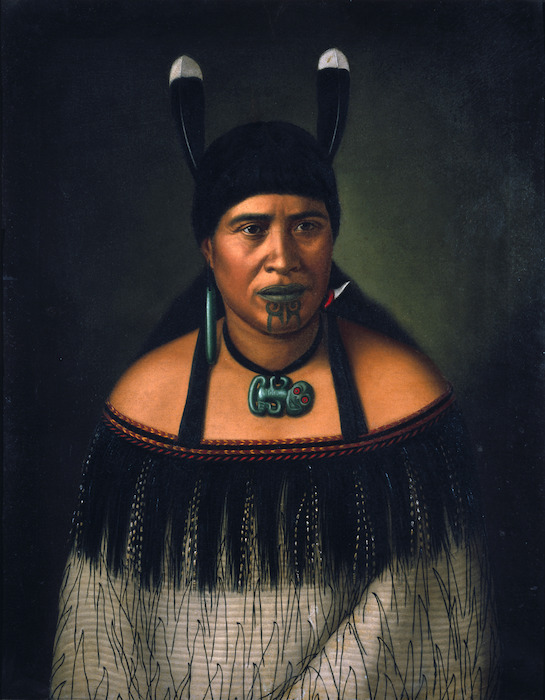
Hinepare, una donna della tribù Ngāti Kahungunu, con addosso un hei-tiki.

L'hei-tiki è un ciondolo ornamentale del popolo Maori, indossato intorno al collo. Gli hei-tiki sono di solito fatti di giada (pounamu in Lingua Māori) proveniente dalle coste occidentali dell'isola meridionale della Nuova Zelanda, e sono considerate un tesoro (taonga). 
Sono solitamente denominati tiki, un termine che in realtà si riferisce alle grandi figure umane intagliate nel legno, ma anche ai piccoli intagli lignei che si trovano nei luoghi sacri.
Le versioni turistiche degli hei-tiki sono diffuse in tutta la Nuova Zelanda, e, oltre alle versioni in giada ne esistono di altri tipi di minerali, oppure di plastica.

## Origine del nome
Hei nella Lingua Māori indica "qualcosa di sospeso al collo", mentre tiki viene assegnato genericamente a tutte le figure umane.
Il nome ha probabilmente una connessione col mito di Tiki, il primo uomo creato dal dio Tane.

## Significato
Varie forme di tiki sono comuni nella Polinesia occidentale ed orientale: tuttavia il preciso significato del tiki è tuttora sconosciuto, nonostante esistano molte teorie al riguardo: alcune sostengono che promuova la fertilità, in quanto rappresentazione di un embrione umano o dell'atto stesso della nascita.
Gli hei-tiki potrebbero anche rappresentare Hine-te-iwaiwa, un'antenata celebrata perché associata alla fertilità ed alle virtù della femminilità Maori.
I tiki sono indossati sia dagli uomini che dalle donne, e sono molto apprezzati come ornamenti personali; di fatto sono considerati dei cimeli da trasmettere di generazione in generazione. Ad alcuni sono assegnati nomi di persona, e le teorie più recenti sostengono che gli hei-tiki siano in realtà nati per commemorare gli antenati.

## Popolarità
Per molti Māori, l'indossare questi oggetti è strettamente correlato all'identità culturale Māori. Gli hei-tiki sono divenuti popolari anche tra i giovani neozelandesi di qualsiasi provenienza, per i quali questi ciondoli sono correlabili ad un senso più generale di identità neozelandese.
Il capitano della HMS New Zealand, un incrociatore costruito nel 1911 dal governo neozelandese per la difesa dell'impero britannico che ha avuto un ruolo attivo in tre battaglie della prima guerra mondiale, indossava un hei-tiki in battaglia. L'equipaggio attribuì a questo ciondolo la fortuna di non aver subito nessuna perdita durante la guerra.
Nel 1964, nel pieno della beatlemania, i Beatles atterrarono a Wellington per la tappa del loro primo tour mondiale: i membri della band furono accolti da un ufficiale Māori con l'offerta di grandi ciondoli hei-tiki.